# IDTGV
iDTGV es una filial de derecho privado del grupo SNCF creada en 2004. Tiene como fin la comercialización de billetes de TGV a bajo precio. Los servicios que opera son denominados iDTGV si circulan de día e iDNiGHT si circulan de noche. La comercialización de billetes se realiza únicamente a través de internet.
La venta de billetes comenzó el 6 de diciembre de 2004, en principio en exclusiva para la relación París - Aviñón - Marsella- Tolón, con una ida y un regreso diarios. En 2010 comercializan una docena de rutas.
Los pasajeros de iDTGV circulan generalmente en un TGV Duplex de 512 plazas sentadas.

## Reducción de costes
iDTGV se creó para que el tren de alta velocidad entrara en el mercado de bajo coste. En los trenes iDTGV la reducción de costes se produce circulando acoplados a otro tren TGV que se comercializa de forma convencional, por lo que no necesitan conductor ni tienen que pagar canon por infraestructuras. En los iDNiGHT el ahorro se produce al circular con trenes que a esas horas estarían aparcados, amortizando sus costes. Además, los gastos de gestión para emitir billetes son mucho más reducidos al evitar las taquillas y las tarifas flexibles.
Los billetes se venden desde 19 € para unas plazas limitadas, y luego aumentan conforme aumenta la ocupación del tren. Si la ocupación es muy alta, los precios pueden ser mayores que la tarifa completa de un TGV convencional. La reserva se abre entre cuatro y seis meses antes de la salida del tren. El billete es impreso por el propio cliente e incorpora un código de barras que es verificado electrónicamente antes de subir al tren, y lleva impreso el nombre del cliente, que no puede ser cambiado. Si no se imprime el billete es necesario pagar una tasa de 5 euros. No hay revisores a bordo. Los descuentos habituales de la SNCF, que utilizan el 75% de los viajeros, no se admiten.

### Protestas
La nueva oferta de iDTGV ha provocado desde su creación reacciones hostiles en los sindicatos ferroviarios y en el personal de la SNCF, que temen que este servicio implique una reducción de efectivos dedicados al ferrocarril (especialmente en taquillas) y una privatización de ciertos servicios a través de la filialización. El personal de iDTGV, aunque provenía de la SNCF, estaba disasociado de esta y tenía unas condiciones de trabajo diferentes.
Los sindicatos bloquearon el viaje inaugural, declarando que era el primer tren privado de Francia y suponía un gran peligro. A causa del movimiento de huelga de los ferroviarios a partir del 21 de noviembre de 2005 la filial fue reintegrada en la SNCF, aunque sigue funcionando de manera independiente.

### Servicios a bordo
Para ocupar el tiempo a bordo se proponen dos clases:
- En la planta inferior se encuentra el espacio de reposo, denominado «iDzen». Se pueden encontrar kits para dormir, alquiler de DVD o venta de revistas.
- En la planta superior se encuentra el espacio de  animación, denominado «iDzap». Se pueden aquilar consolas PSP o comprar juegos de baraja. A veces están disponibles animaciones gratuitas (conciertos, teatros, degustaciones...).

## Relaciones servidas por iDTGV

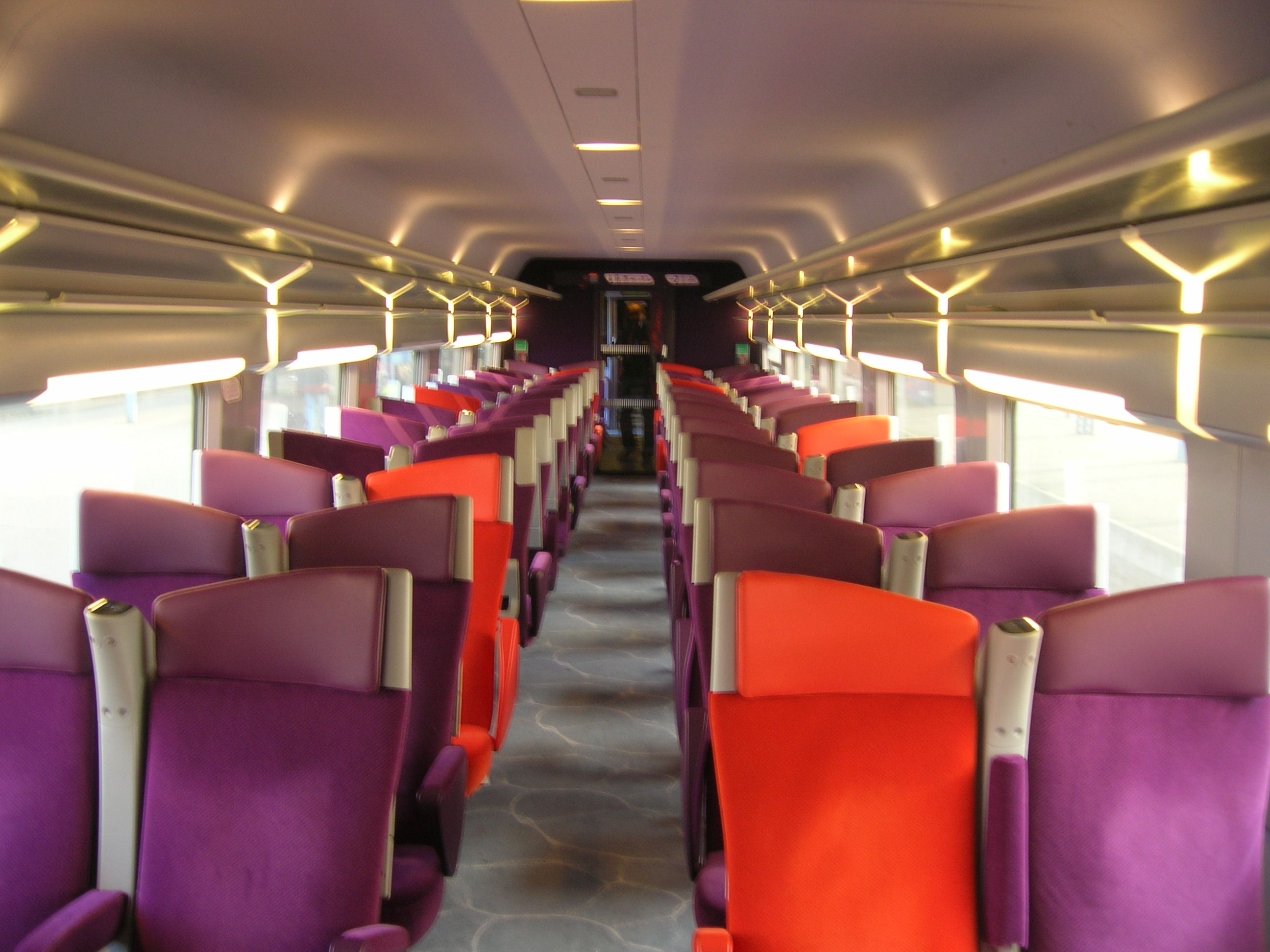
Interior de un servicio iDTGV.

Día de inauguración y relaciones cubiertas por iDTGV :
- 22 de junio de 2005: París - Nimes - Montpellier
- 23de enero de 2006: París - Burdeos - Toulouse y París - Niza
- 9 de enero de 2007: París - Perpiñán
- 9 de julio de 2007: París - Bayona - Biarritz - San Juan de Luz - Hendaya
- 2 de octubre de 2007: París - Estrasburgo y París - Mulhouse
- 31 de marzo de 2008: París - Lyon,
- 8 de julio de 2008: París - Nantes (suprimida el 5 de julio de 2009)
- 5 de julio de 2009: Lille - Lyon - Niza
- 8 de enero de 2010: París - Grenoble[1]
- 6 de abril de 2010: París - Annecy y París - Chambéry[1]
- 4 de julio de 2010: París - Niort - La Rochelle
- 5 de julio de 2010: París - Rennes - St-Brieuc - Brest

### iDNiGHT
Los trenes iDTGV que circulan de noche se denominan iDNiGHT. Los billetes comienzan a partir de 15 euros y está disponible un descuento para grupos. Circulan de madrugada y están sustituyendo a los trenes equipados con coches-cama.
Los pasajeros que no desean dormir tienen la posibilidad de reunirse en el coche-bar, que se adecúa como un pub nocturno, incluyendo música con DJ y bebidas, o en el espacio  «lounge», donde se juega a las cartas o se conversa.
Día de inauguración y relaciones cubiertas por iDNiGHT:
- 4 de abril de 2008: París - Bayona - Biarritz - Hendaya (solo en verano)
- 4 de julio de 2008: París - Nimes - Montpellier - Narbona - Perpiñán y París - Marsella - Tolón - St-Raphaël - Cannes - Niza
- 3 de abril de 2009 : París - Agen - Toulouse (excepto verano)

## Resultados
Según el presidente de la SNCF declaró en 2005 que la tasa media de ocupación era del 77% en diciembre de 2004, con un precio medio por billete de 55 euros.
A finales de 2007 se anunció que la tasa de ocupación había aumentado a un 82%, transportando 5 000 personas cada día.